# Fred (football, 1983)
Pour les articles homonymes, voir Fred et Guedes.
Frederico Chaves Guedes dit Fred est un footballeur international brésilien né le 3 octobre 1983 à Teófilo Otoni (Minas Gerais), et qui évoluait au poste d'avant-centre. Il est aujourd'hui retraité.

## Biographie

### En club
Fred dispute 70 matchs avec Cruzeiro (56 buts) et 57 matchs avec América (34 buts). 
Fred se distingue en inscrivant le but le plus rapide de l'histoire du football professionnel après seulement 3,17 secondes de jeu. Mais ce record est ensuite battu par le Saoudien Nawaf al-Abed de Al-Hilal.
En 2005, alors attendu au FC Nantes, Fred signe un contrat de quatre ans avec l'Olympique lyonnais pour une indemnité de transfert de 15 millions d'euros. Pour son premier match avec les gones face à Monaco, il réalise un doublé.
Lors de la saison 2005-2006, il inscrit 14 buts en Ligue 1 et envoie le Norvégien John Carew sur le banc.

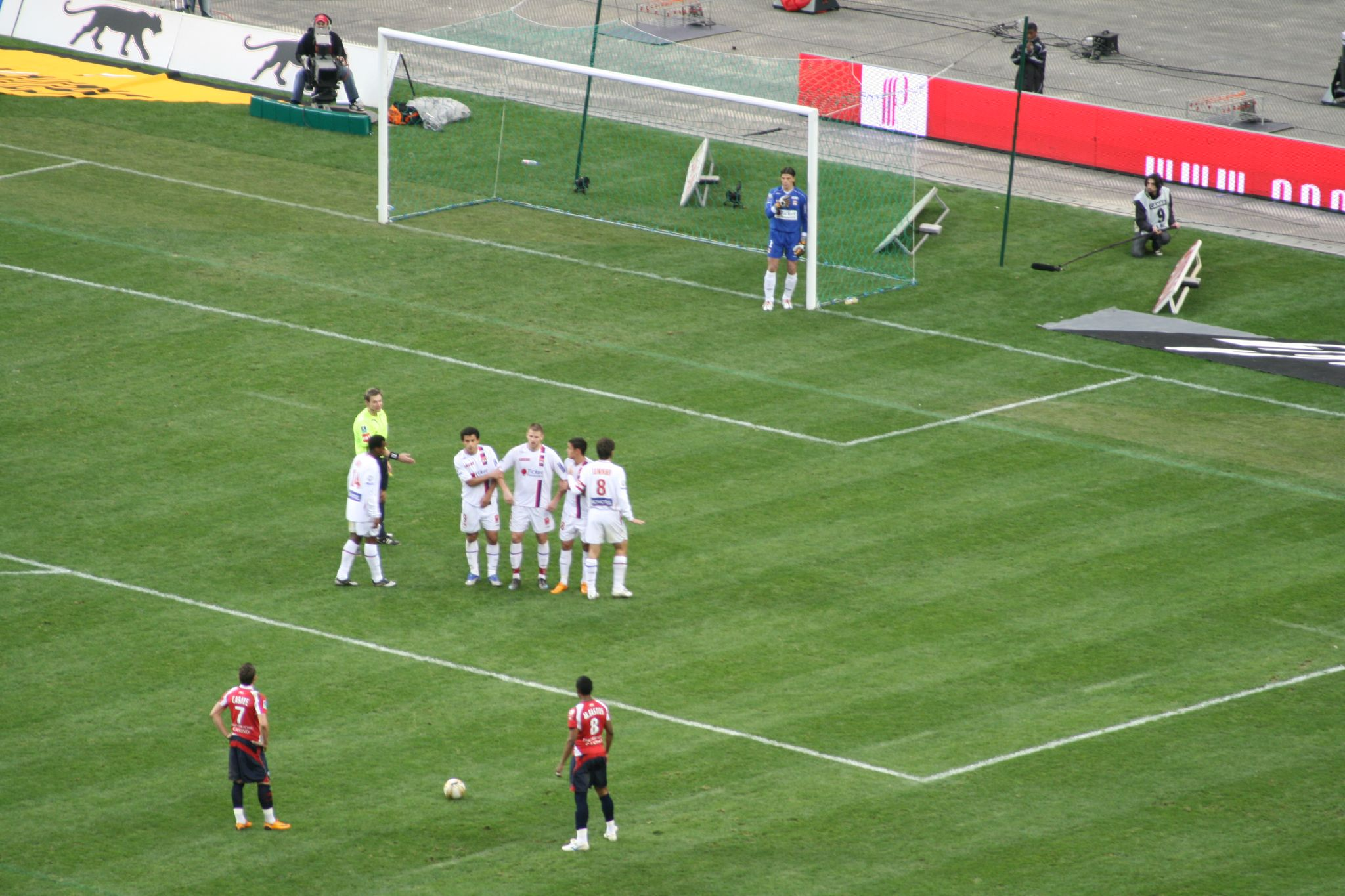
Fred à Lyon en 2008.

Après un excellent début de saison où il inscrit notamment 5 buts en 9 matchs de Ligue 1, Fred est victime d'un claquage lors d'une rencontre face à l'Olympique de Marseille. Il est écarté des terrains pour environ deux mois. Dès son retour sur le terrain à l'occasion du match (Lyon-Bordeaux), il inscrit le but lyonnais. Fred est réputé pour pouvoir marquer dans n'importe quelle position et bénéficie par ailleurs d'une frappe de balle de qualité qui fait de l'international auriverde le deuxième tireur de coups francs chez les Lyonnais après Juninho. 
Au mercato d'hiver 2007, le PSG se montre intéressé par le joueur, qui est désormais remplaçant à la pointe de l'attaque lyonnaise, derrière Karim Benzema. Toutefois, Fred choisit de rester à l'OL, six mois après ses déclarations durant les vacances d'été. C'est le Tchèque Milan Baroš qui quitte les champions de France en titre. À l'été 2008, il est de nouveau question qu'il quitte le club, étant sollicité par de nombreux clubs européens. Mais l'absence de concrétisation l'oblige à finir son contrat avec l'OL.
Le 26 février 2009, il résilie son contrat le liant à l'OL.
Il quitte donc l'Olympique lyonnais, et retourne au Brésil, plus précisément au club de Fluminense. Après une bonne saison au Brésil en disputant 54 matches et 41 buts marqués, il est pisté par des clubs européens. Il prolonge cependant son contrat jusqu'en 2015. Lors de sa première saison, son club échappe de justesse à la relégation dans le cadre du Brasileiro, tandis qu'il s'illustre en Copa Sudamericana, puisque Fluminense atteint la finale mais perd contre le Liga Deportiva Universitaria de Quito (Équateur). La saison suivante est en revanche une vraie réussite pour le club qui remporte le Brasileiro, mais sur un plan plus personnel, la saison est un peu décevante pour Fred qui, souvent blessé a disputé peu de matchs.
Il se rattrape la saison suivante puisqu'il inscrit cette fois 22 buts en 25 rencontres de championnat et échoue à un but de Borges (Santos) au classement des meilleurs buteurs du Brasileiro. Il a notamment inscrit un quadruplé face au Grêmio Foot-Ball Porto Alegrense lors de la 35e journée de championnat pour une victoire (5-4) et un triplé lors de la journée suivante (succès (4-0) contre Figueirense). En revanche cette belle saison sur un plan personnel n'est pas couronnée de succès puisque Fluminense, après un mauvais départ en championnat (7 défaites lors des douze premières journées) ne termine qu'à la troisième place du classement derrière les Corinthians et Vasco de Gama. En Copa Libertadores, les Tricolores ont été sortis dès les huitièmes de finale par les Paraguayens de Libertad (3-1 ; 0-3), compétition durant laquelle Fred a inscrit 2 buts. Le club n'a pas non plus brillé dans le championnat de Rio  même si Fred termine meilleur buteur du Carioca avec 10 buts inscrits soit un de plus que l'Uruguayen Sebastián Abreu (Botafogo).
Après sept années au Fluminense, Fred signe à l'Atlético Mineiro le 8 juin 2016. À la fin de la saison 2016, il est meilleur buteur du Championnat du Brésil pour la troisième fois de sa carrière avec 14 buts. L’ex-Gone termine en tête du classement des artilleurs du Brasileirão après 2012 et 2014, lorsqu’il évoluait à Fluminense. 
A 34 ans, l’attaquant s'engage en faveur du club brésilien de Cruzeiro pour trois saisons. Il marque son premier triplé avec le Galo le 19 février 2017 contre l'América en Championnat de Minas Gerais. L’international brésilien inscrit un joli triplé lors de la victoire (4-0) face à l’Atlético Huracán, en Copa Libertadores. Il fait l’exploit de réaliser son coup du chapeau en seulement 14 minutes.
Le 9 juillet 2022, Fred met fin à sa carrière de joueur professionnel lors d'un match au mythique stade Maracanã avec son club de Fluminense. À la fin du match l'attaquant brésilien s'est offert un tour du stade à vélo pour communier avec les supporters du Fluminense qui lui ont réservé une véritable ovation pour rendre hommage à sa brillante carrière.

### En équipe nationale (2005-2014)
Sa première sélection eut lieu à l'occasion d'un match amical contre l’équipe du Guatemala en avril 2005. Il marque ses premiers buts dès sa seconde sélection lors du match Émirats arabes unis-Brésil (0-8) le 12 novembre 2005.
Fred fait partie de la sélection brésilienne pour la Coupe du monde de football 2006. Il a marqué un but en phase finale durant les poules contre l'Australie. Mais c'est dans l'ombre des Ronaldo, Adriano et Robinho qu'il doit suivre la Coupe du monde 2006 et l'élimination précoce du Brésil dès les quarts de finale face à la France.
Après la Coupe du monde 2006, et avec Dunga comme nouveau sélectionneur, il a plusieurs opportunités pour s'imposer en attaque compte tenu de la mauvaise forme persistante des deux cadors : Ronaldo et Adriano. Il participe aussi à la Copa América 2007, se blessant durant les premiers matchs. Non rappelé depuis cette blessure, le brésilien est dans l'attente d'un retour en sélection nationale. Le 4 juin 2011, il fait son grand retour en sélection contre les Pays-Bas en match amical. 
Lors du match amical opposant le Brésil à la Roumanie, le 8 juin 2011, il inscrit le seul but de la rencontre offrant la victoire à la Seleçao. Il célèbre son but à la façon de Ronaldo qui a disputé un quart de ce match en guise de jubilé. 
Dans la foulée, Fred est retenu pour la Copa América 2011. Il n'est toutefois pas considéré comme un titulaire, les trois postes en attaque étant dévolus au trio Neymar, Alexandre Pato, Robinho. Lors du deuxième match de poule face au Paraguay, il entre en jeu en cours de match. Alors que le Brésil file tout droit vers une défaite, il sauve son équipe en inscrivant en toute fin de match, d'un tir en pivot le but de l'égalisation. Il aura par la suite moins de réussite puisque face à ces mêmes paraguayens mais cette fois ci en quart de finale, il manque son tir au but. Tous les tireurs brésiliens manqueront d'ailleurs leur tentative et la Seleçao subit une élimination précoce du tournoi.
Le 21 mars 2013, Fred ouvre le score contre l'Italie en match amical, le match se termine sur le score de (2-2). Quatre jours plus tard, lors d'un match amical contre la  Russie, il égalise en fin de rencontre et permet au Brésil d'obtenir le nul (1-1). Le 22 juin 2013, en Coupe des confédérations 2013 Fred marque un doublé à la 66e et 89e minute contre l'Italie qui permet au Brésil de gagner 4-2.
Le 30 juin 2013, en finale, il inscrit un doublé permettant à la Seleção de remporter la Coupe des confédérations 2013 dans un match (3-0 pour le Brésil) ayant de faux airs de passation de pouvoir face à l'Espagne double championne d'Europe et championne du monde en titre.
L'année suivante, il participe à la Coupe du monde au Brésil. Après cette compétition et l'échec de sa sélection (élimination en demi-finale après un cuisant 7-1 à domicile contre l'Allemagne), en tant qu'attaquant titulaire inefficace (un seul but pendant la durée de la compétition), il est le joueur de l'équipe le plus exposé aux critiques et devient le symbole de la déroute de la Seleção en étant la cible de nombreuses railleries. Il met un terme à sa carrière internationale.

## Statistiques

### Statistiques détaillées
| Saison                | Club                  | Championnat           | Championnat | Championnat | Coupe nationale | Coupe nationale | Coupe de la Ligue | Coupe de la Ligue | Compétition(s) continentale(s) | Compétition(s) continentale(s) | Compétition(s) continentale(s) | Autres compétitions | Autres compétitions | Brésil | Brésil | Total | Total |
| Saison                | Club                  | Division              | M.          | B.          | M.              | B.              | M.                | B.                | Comp.                          | M.                             | B.                             | M.                  | B.                  | M.     | B.     | M.    | B.    |
| 2003                  | América Mineiro       | Série B               | 19          | 7           | -               | -               | -                 | -                 | -                              | -                              | -                              | 10                  | 18                  | -      | -      | 29    | 25    |
| 2004                  | América Mineiro       | Série B               | 7           | 2           | 3               | 2               | -                 | -                 | -                              | -                              | -                              | 12                  | 16                  | -      | -      | 22    | 20    |
| Sous-total            | Sous-total            | Sous-total            | 26          | 9           | 3               | 2               | -                 | -                 | -                              | -                              | -                              | 22                  | 34                  | -      | -      | 51    | 45    |
| 2004                  | Cruzeiro              | Série A               | 24          | 14          | -               | -               | -                 | -                 | -                              | -                              | -                              | 1                   | 1                   | -      | -      | 25    | 15    |
| 2005                  | Cruzeiro              | Série A               | 19          | 10          | 9               | 14              | -                 | -                 | CL                             | 1                              | 0                              | 17                  | 14                  | 1      | 0      | 47    | 38    |
| Sous-total            | Sous-total            | Sous-total            | 43          | 24          | 9               | 14              | -                 | -                 | -                              | 1                              | 0                              | 18                  | 15                  | 1      | 0      | 72    | 53    |
| 2005-2006             | Olympique lyonnais    | Ligue 1               | 32          | 14          | -               | -               | 1                 | 0                 | C1                             | 9                              | 2                              | -                   | -                   | 3      | 3      | 45    | 19    |
| 2006-2007             | Olympique lyonnais    | Ligue 1               | 20          | 11          | -               | -               | 2                 | 0                 | C1                             | 7                              | 2                              | -                   | -                   | 5      | 1      | 34    | 14    |
| 2007-2008             | Olympique lyonnais    | Ligue 1               | 21          | 7           | 4               | 1               | 2                 | 0                 | C1                             | 3                              | 0                              | -                   | -                   | -      | -      | 30    | 8     |
| 2008-2009             | Olympique lyonnais    | Ligue 1               | 15          | 2           | -               | -               | 1                 | 0                 | C1                             | 4                              | 2                              | -                   | -                   | 3      | 3      | 23    | 7     |
| Sous-total            | Sous-total            | Sous-total            | 88          | 34          | 4               | 1               | 6                 | 0                 | -                              | 21                             | 6                              | -                   | -                   | 8      | 4      | 127   | 45    |
| 2009                  | Fluminense            | Série A               | 20          | 12          | 6               | 2               | -                 | -                 | CS                             | 6                              | 5                              | 4                   | 3                   | -      | -      | 36    | 22    |
| 2010                  | Fluminense            | Série A               | 14          | 5           | 5               | 6               | -                 | -                 | -                              | -                              | -                              | 9                   | 7                   | -      | -      | 28    | 18    |
| 2011                  | Fluminense            | Série A               | 25          | 22          | -               | -               | -                 | -                 | CL                             | 5                              | 2                              | 13                  | 10                  | 1      | 1      | 44    | 35    |
| 2012                  | Fluminense            | Série A               | 28          | 20          | -               | -               | -                 | -                 | CL                             | 7                              | 3                              | 10                  | 7                   | 9      | 2      | 54    | 32    |
| 2013                  | Fluminense            | Série A               | 9           | 3           | 2               | 0               | -                 | -                 | CL                             | 7                              | 3                              | 7                   | 2                   | 11     | 9      | 36    | 17    |
| 2014                  | Fluminense            | Série A               | 28          | 18          | 5               | 4               | -                 | -                 | CL                             | 2                              | 0                              | 11                  | 5                   | 9      | 2      | 55    | 29    |
| 2015                  | Fluminense            | Série A               | 23          | 9           | 5               | 2               | -                 | -                 | -                              | -                              | -                              | 14                  | 11                  | -      | -      | 42    | 22    |
| 2016                  | Fluminense            | Série A               | 6           | 2           | 3               | 3               | -                 | -                 | -                              | -                              | -                              | 12                  | 6                   | -      | -      | 21    | 11    |
| Sous-total            | Sous-total            | Sous-total            | 153         | 91          | 26              | 17              | -                 | -                 | -                              | 27                             | 13                             | 80                  | 51                  | 30     | 14     | 316   | 186   |
| 2016                  | Atlético Mineiro      | Série A               | 28          | 9           | -               | -               | -                 | -                 | -                              | -                              | -                              | -                   | -                   | -      | -      | 28    | 9     |
| 2017                  | Atlético Mineiro      | Série A               | 29          | 12          | 3               | 1               | -                 | -                 | CL                             | 7                              | 6                              | 13                  | 11                  | -      | -      | 52    | 30    |
| Sous-total            | Sous-total            | Sous-total            | 57          | 21          | 3               | 1               | -                 | -                 | -                              | 7                              | 6                              | 13                  | 11                  | -      | -      | 80    | 39    |
| 2018                  | Cruzeiro EC           | Série A               | 6           | 3           | -               | -               | -                 | -                 | CL                             | 1                              | 0                              | 8                   | 1                   | -      | -      | 15    | 4     |
| 2019                  | Cruzeiro EC           | Série A               | 30          | 5           | 6               | 0               | -                 | -                 | CL                             | 6                              | 4                              | 12                  | 12                  | -      | -      | 54    | 21    |
| Sous-total            | Sous-total            | Sous-total            | 36          | 8           | 6               | 0               | -                 | -                 | -                              | 7                              | 4                              | 20                  | 13                  | -      | -      | 69    | 25    |
| 2020                  | Fluminense            | Série A               | 24          | 5           | 1               | 0               | -                 | -                 | -                              | -                              | -                              | 3                   | 0                   | -      | -      | 28    | 5     |
| 2021                  | Fluminense            | Série A               | -           | -           | -               | -               | -                 | -                 | CL                             | 6                              | 4                              | 7                   | 6                   | -      | -      | 13    | 10    |
| Sous-total            | Sous-total            | Sous-total            | 24          | 5           | 1               | 0               | -                 | -                 | -                              | 6                              | 4                              | 10                  | 6                   | -      | -      | 41    | 15    |
| Total sur la carrière | Total sur la carrière | Total sur la carrière | 427         | 192         | 52              | 37              | 6                 | 0                 | -                              | 69                             | 33                             | 163                 | 130                 | 39     | 18     | 756   | 410   |

### Buts internationaux
| 0     | Date | Lieu | Compétition | Résultat | Adversaire | Détail | Détail | Détail | Sél. |
| ----- | --- | --- | --- | --- | --- | --- | --- | --- | --- |
| 1er   | 12 novembre 2005 | Stade Al-Nahyan, Abou Dhabi, Émirats arabes unis                                                                            | Match amical | V 0-8 | Émirats arabes unis | 57e | du pied droit | 0-3 | 2e |
| 2e    | 12 novembre 2005 | Stade Al-Nahyan, Abou Dhabi, Émirats arabes unis                                                                            | Match amical | V 0-8 | Émirats arabes unis | 84e | du pied gauche | 0-7 | 2e |
| 3e    | 18 juin 2006 | FIFA WM Stadion München, Munich, Allemagne                                                                                  | Premier tour de la Coupe du monde 2006                                                                                      | V 2-0 | Australie | 90e | du pied gauche | 2-0 | 4e |
| 4e    | 10 octobre 2006 | Stade Råsunda, Solna, Suède                                                                                                 | Match amical | V 1-2 | Équateur | 43e | du pied droit | 1-1 | 7e |
| 5e    | 7 juin 2011 | Stade Pacaembu, São Paulo, Brésil                                                                                           | Match amical | V 1-0 | Roumanie | 21e | du pied droit | 1-0 | 11e |
| 6e    | 9 juillet 2011 | Estadio Mario Alberto Kempes, Córdoba, Argentine                                                                            | Premier tour de la Copa América 2011                                                                                        | N 2-2 | Paraguay | 90e | du pied droit | 2-2 | 13e |
| 7e    | 21 novembre 2012 | La Bombonera, Bueno Aires, Argentine                                                                                        | Match retour (en) du Superclásico de las Américas 2012 (en)                                                                 | P 2-1 3-4 t.a.b | Argentine | 84e | du pied droit | 1-1 | 19e |
| 8e    | 6 février 2013 | Stade de Wembley, Londres, Angleterre                                                                                       | Match amical | P 2-1 | Angleterre | 49e | du pied gauche | 1-1 | 20e |
| 9e    | 21 mars 2013 | Stade de Genève, Lancy, Suisse                                                                                              | Match amical | N 2-2 | Italie | 33e | du pied droit | 0-1 | 21e |
| 10e   | 25 mars 2013 | Stamford Bridge, Londres, Angleterre                                                                                        | Match amical | N 1-1 | Russie | 90e | du pied droit | 1-1 | 22e |
| 11e   | 2 juin 2013 | Stade Maracanã, Rio de Janeiro, Brésil                                                                                      | Match amical | N 2-2 | Angleterre | 57e | du pied droit | 1-0 | 23e |
| 12e   | 22 juin 2013 | Fonte Nova, Salvador, Brésil                                                                                                | Premier tour de la Coupe des confédérations 2013                                                                            | V 2-4 | Italie | 65e | du pied gauche | 1-3 | 27e |
| 13e   | 22 juin 2013 | Fonte Nova, Salvador, Brésil                                                                                                | Premier tour de la Coupe des confédérations 2013                                                                            | V 2-4 | Italie | 88e | du pied droit | 2-4 | 27e |
| 14e   | 26 juin 2013 | Mineirão, Belo Horizonte, Brésil                                                                                            | Demi-finale de la Coupe des confédérations 2013                                                                             | V 2-1 | Uruguay | 41e | du pied droit | 1-0 | 28e |
| 15e   | 30 juin 2013 | Stade Maracanã, Rio de Janeiro, Brésil                                                                                      | Finale de la Coupe des confédérations 2013                                                                                  | V 3-0 | Espagne | 2e | du pied droit | 1-0 | 29e |
| 16e   | 30 juin 2013 | Stade Maracanã, Rio de Janeiro, Brésil                                                                                      | Finale de la Coupe des confédérations 2013                                                                                  | V 3-0 | Espagne | 47e | du pied droit | 3-0 | 29e |
| 17e   | 6 juin 2014 | Stade Morumbi, São Paulo, Brésil                                                                                            | Match amical | V 1-0 | Serbie | 43e | du pied droit | 1-0 | 33e |
| 18e   | 23 juin 2014 | Estádio Nacional, Brasilia, Brésil                                                                                          | Premier tour de la Coupe du monde 2014                                                                                      | V 1-4 | Cameroun | 49e | de la tête | 1-3 | 36e |
| Total | 18 buts (13 du pied droit, 4 du pied gauche et 1 de la tête), en 39 sélections entre le 27 avril 2005 et le 8 juillet 2014. | 18 buts (13 du pied droit, 4 du pied gauche et 1 de la tête), en 39 sélections entre le 27 avril 2005 et le 8 juillet 2014. | 18 buts (13 du pied droit, 4 du pied gauche et 1 de la tête), en 39 sélections entre le 27 avril 2005 et le 8 juillet 2014. | 18 buts (13 du pied droit, 4 du pied gauche et 1 de la tête), en 39 sélections entre le 27 avril 2005 et le 8 juillet 2014. | 18 buts (13 du pied droit, 4 du pied gauche et 1 de la tête), en 39 sélections entre le 27 avril 2005 et le 8 juillet 2014. | 18 buts (13 du pied droit, 4 du pied gauche et 1 de la tête), en 39 sélections entre le 27 avril 2005 et le 8 juillet 2014. | 18 buts (13 du pied droit, 4 du pied gauche et 1 de la tête), en 39 sélections entre le 27 avril 2005 et le 8 juillet 2014. | 18 buts (13 du pied droit, 4 du pied gauche et 1 de la tête), en 39 sélections entre le 27 avril 2005 et le 8 juillet 2014. | 18 buts (13 du pied droit, 4 du pied gauche et 1 de la tête), en 39 sélections entre le 27 avril 2005 et le 8 juillet 2014. |

## Palmarès

### En club
Olympique lyonnais
- Champion de France (3) : 2006, 2007 et 2008
- Coupe de France (1) : 2008
- Finaliste de la Coupe de la Ligue en 2007

 Fluminense
- Champion de l'État de Rio (1) : 2012
- Champion du Brésil (2) : 2010 et 2012
- Coupe Guanabara (1) : 2012
- Finaliste de la Copa Sudamericana en 2009

 Atlético Mineiro
- Championnat du Minas Gerais (1) : 2017

### En sélection
Brésil
- Copa América (1) : 2007
- Coupe des confédérations (1) : 2013
- Quatrième de la Coupe du Monde en 2014

### Distinctions individuelles
- Vainqueur du Trophée Telê Santana en 2004, récompensant le meilleur joueur du championnat brésilien
- Vainqueur du Trophée Telê Santana en 2005, récompensant le meilleur attaquant du championnat brésilien
- Vainqueur du Bola de Prata (ballon d'argent) en 2011 et 2012, récompensant le meilleur joueur du championnat brésilien à son poste
- Meilleur buteur de la Coupe du Brésil en 2005 (14 bus)
- Meilleur buteur du Championnat Carioca en 2011 (10 buts)
- Meilleur buteur du Championnat Brésilien en 2012 (20 buts),  2014 (18 buts) et 2016 (14 buts)
- Meilleur buteur de la Coupe des Confédérations en 2013 (5 buts)
- Meilleur buteur du Championnat du Minas Gerais en 2017 (10 buts)

## Vie privée
- Fred a eu une fille, Geovanna Chaves Guedes, née le 8 mars 2006, le jour du match de Ligue des champions contre le PSV Eindhoven (victoire de l'OL 4 buts à 0, dont un de Fred).
- Fred a divorcé pendant la trêve hivernale 2007-2008.
- Fred partage une grande ressemblance physique avec l'acteur français Francis Perrin.